# 夫婦岩

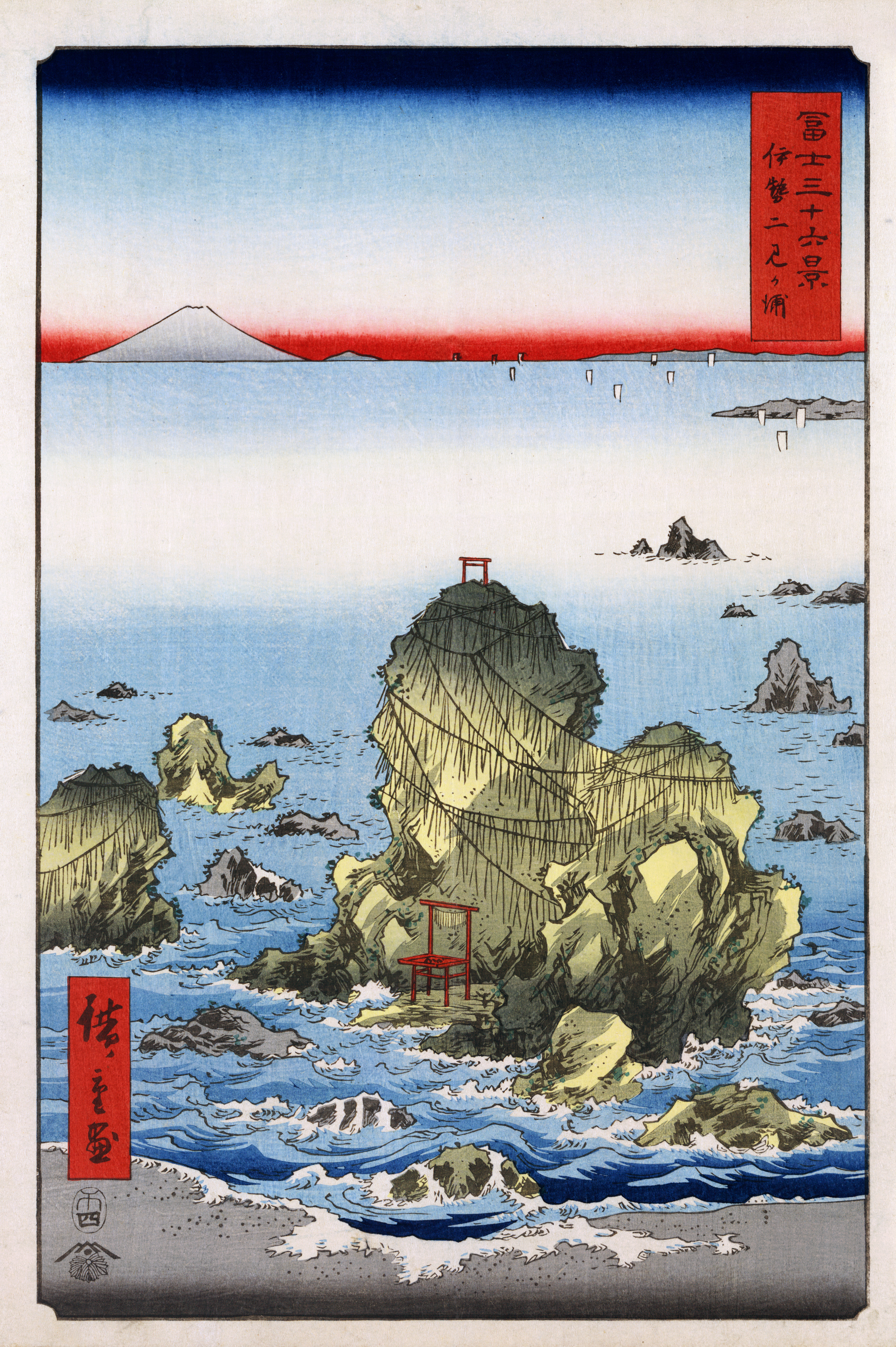
歌川広重画 『冨士三十六景 伊勢二見か浦』

夫婦岩（めおといわ、ふうふいわ、みょうといわ）、夫婦石（めおといし、ふうふいし、みょうといし）は、日本各地にある奇岩、名勝。2つの岩が夫婦の様に寄り添うように見えることから名付けられる。海面から飛び出した岩と、山中の岩に大別できる。岩は3つ以上あって、そのうち2つだけを夫婦岩、夫婦石と呼ぶこともある。

## 概要
江戸時代の浮世絵師が描くなど、三重県伊勢市の二見興玉神社にある夫婦岩が古くから夙（つと）に知られ、一般的には「夫婦円満や家内安全」、「海上保安や大漁追福」の象徴や祈願祈念でもあるが、古くは古神道における磐座信仰（いわくらしんこう）といわれるものがあり、自然に存在する象徴的な場所やもののうち、特に巨石、岩、山を神体とし、神が宿る場所として信仰した。そのため注連縄を飾り、鳥居を備えたりして、そこに神が鎮座している（神留まる・かんづまる）証としている。
また古神道や現在の神道に息づく表裏一体という概念の具現化であり、例えばこの世は、現世（うつしよ）と常世（とこよ）からなるという考えや、七福神のうち恵比寿と大黒が二柱揃って一つのものとして信仰されたり、また箸や履物を両方そろって一膳や一足という数え方も日本独特といわれる。
『古事記』においても夫婦の神話が多くあり、イザナミとイザナギからサルタヒコとアメノウズメなどの物語があり、これらが賽の神（さいのかみ）や道祖神（どうそじん）になり、磐座信仰と結び付いていったと考えられている。このことから地蔵や道祖神において夫婦が一体となって象られたり、2つの大小の岩や石像が一対となったものが祀られている。このような夫婦信仰とも言われるものが世の中に時代とともに広まり、身近なところでは夫婦茶碗などになり、同時に戸主や家といった家族という枠組みを作る上での、子作り・子育て・子宝信仰にも深く関わっている。
これら磐座信仰と表裏一体と夫婦信仰（夫婦和合ともいい、子孫繁栄や祖霊信仰の根幹でもある）という考えが、一体となって祀られる対象となったものが、夫婦岩である。

## 大注連縄
大注連縄（おおしめなわ）の例として、三重県伊勢市二見町江の立石（たていし）が挙げられる。「夫婦岩」と呼ばれている立石と根尻岩を結ぶ大注連縄は、沖にある興玉神石の鳥居とされており、12月（正月前）と5月、9月の年3回、二見興玉神社の氏子らの手で、より合わされ、張り替えられる。張替神事の間、木遣り歌が歌われ、古い縄の切れ端を夫婦円満のお守りとして持ち帰る人もいる。

## 全国夫婦岩サミット
日本各地の夫婦岩、夫婦石がある10ヶ所の観光地により全国夫婦岩サミット連絡協議会が結成されており、全国夫婦岩サミットを開催している。

## 日本各地の夫婦岩

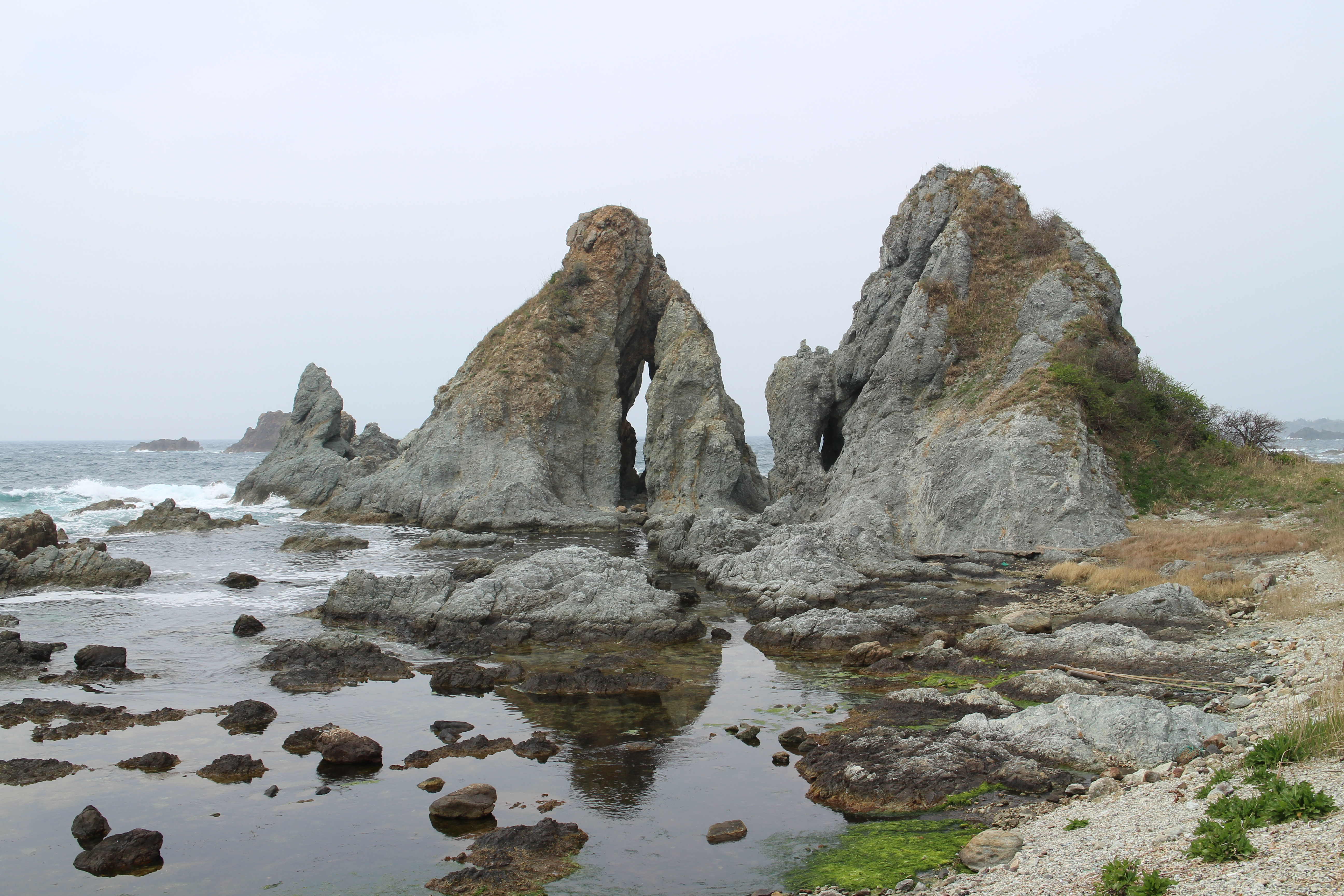
新潟県佐渡市佐渡島の夫婦岩

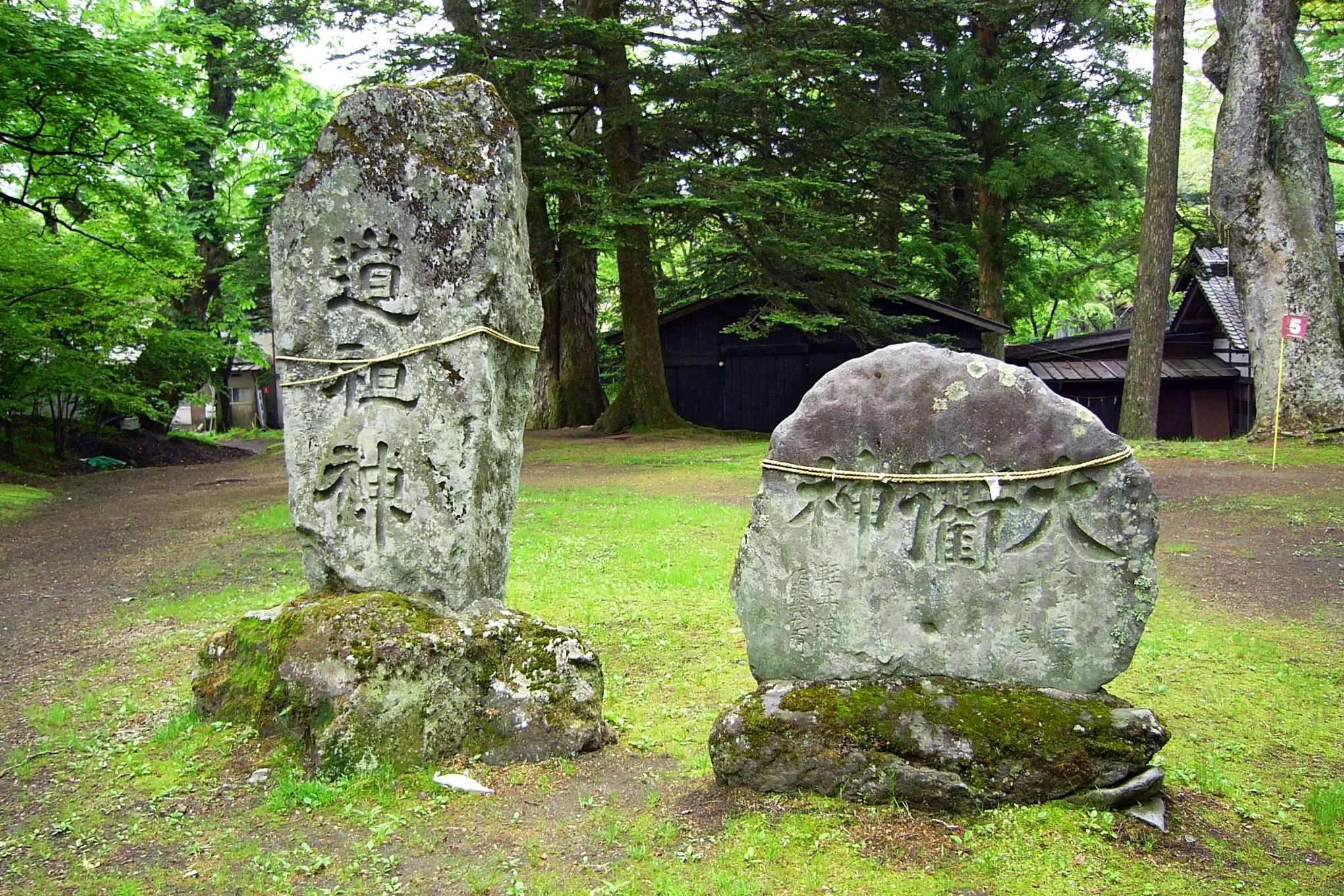
道祖神に巻かれた注連縄：長野県北佐久郡軽井沢町にある男女一対になった石塚

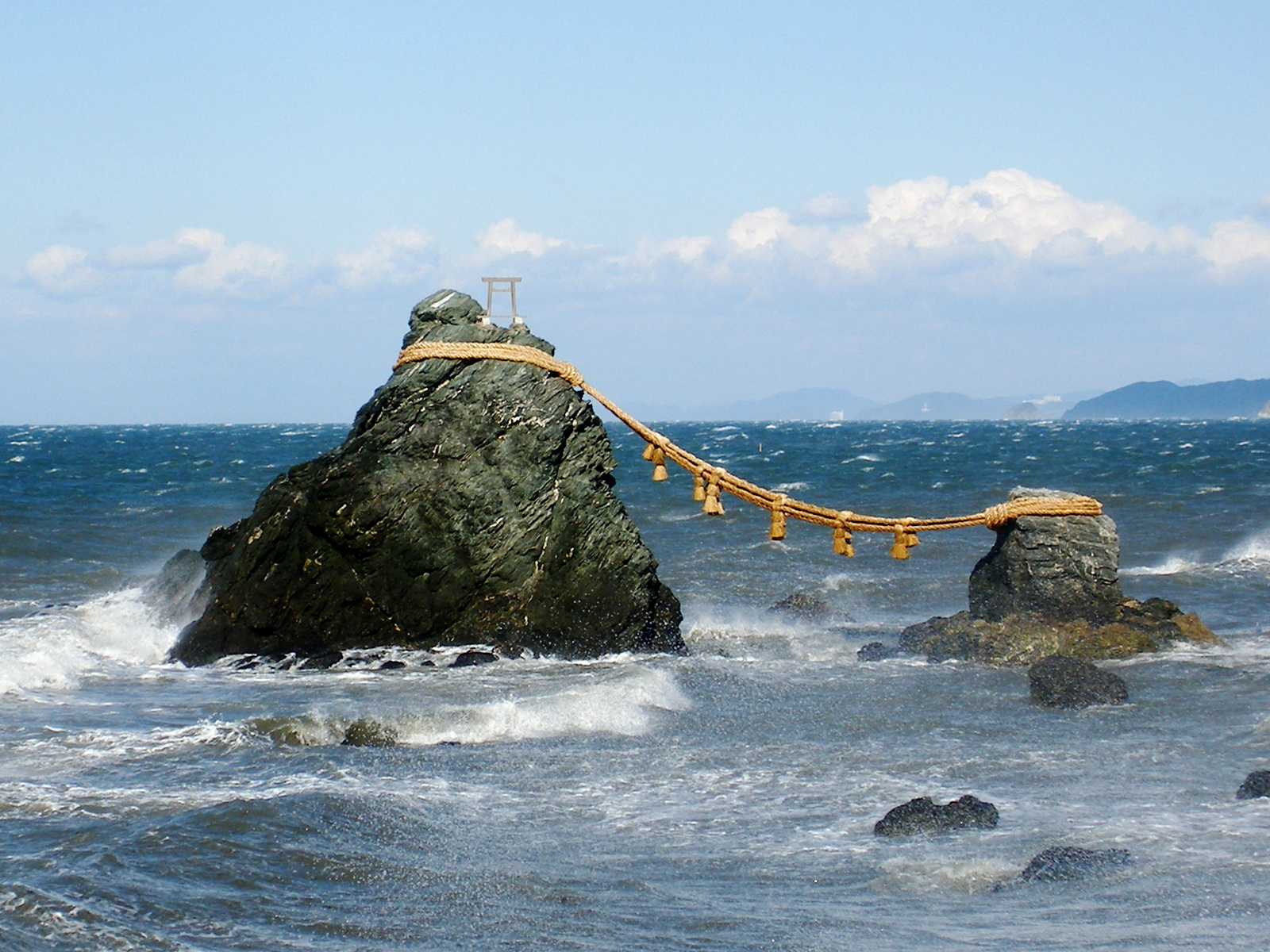
三重県伊勢市の立石（夫婦岩）

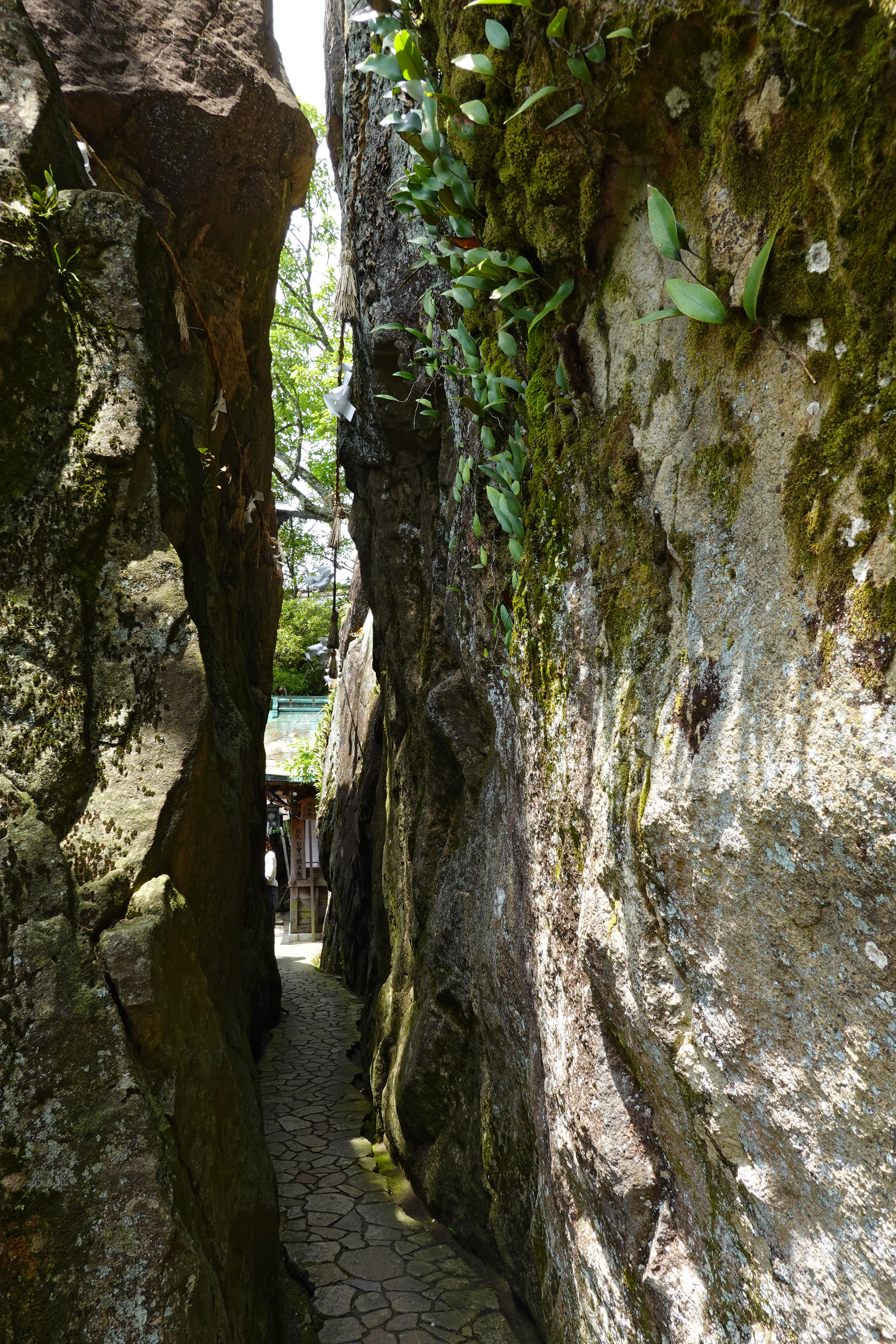
阿賀神社（太郎坊宮）の夫婦岩

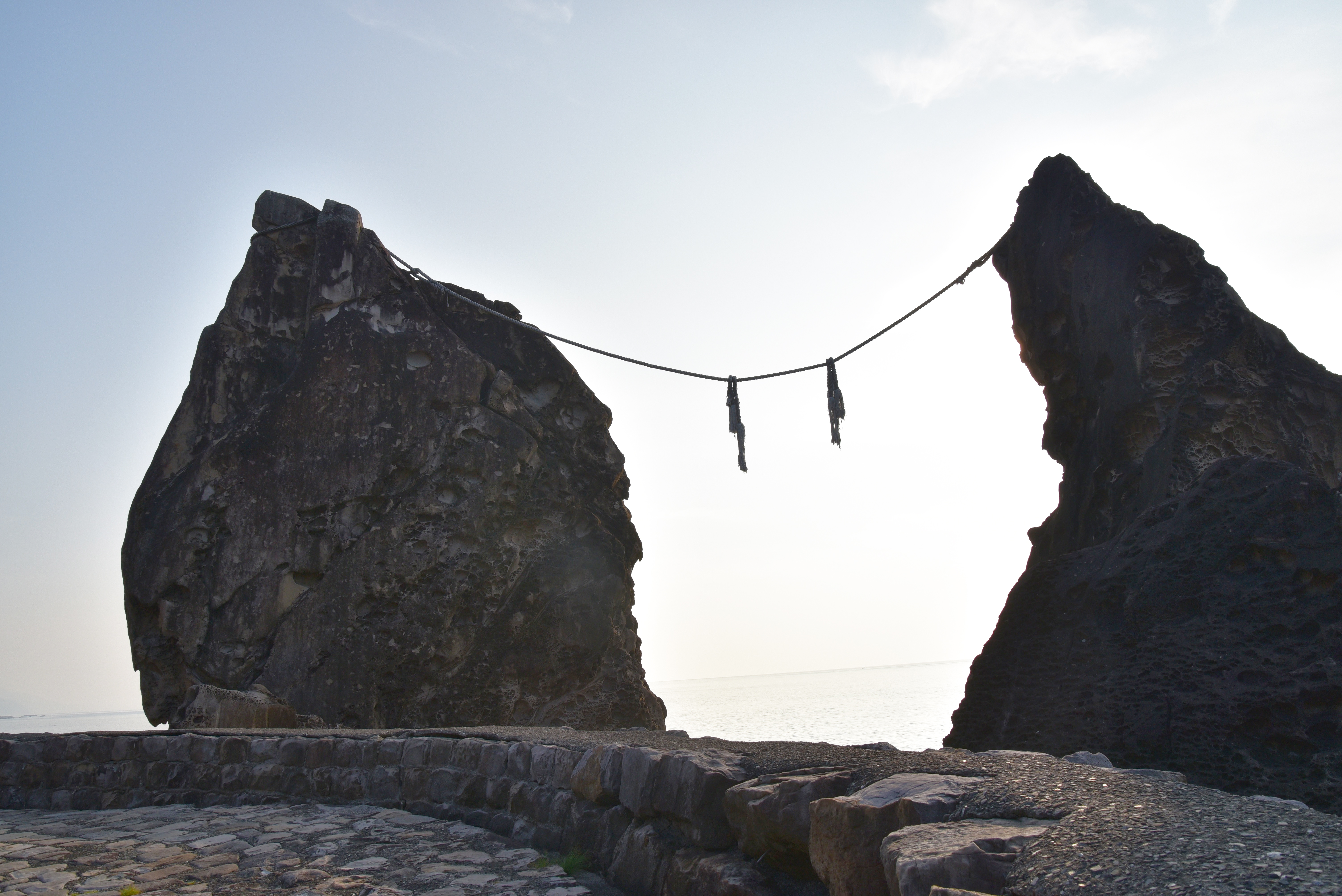
高知県室戸市海岸線にある夫婦岩

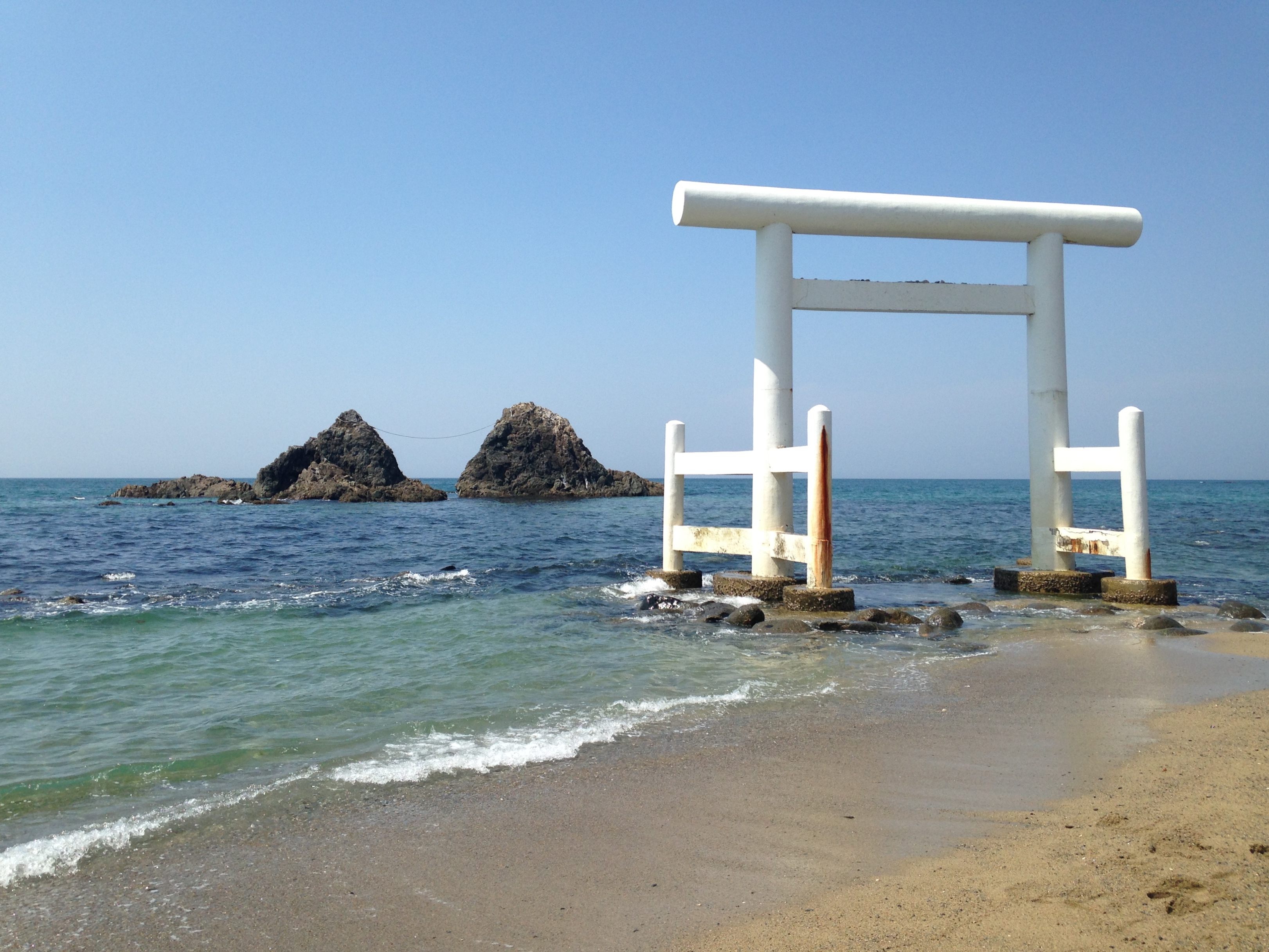
二見ヶ浦の夫婦岩（福岡県糸島市）

※：全国夫婦岩サミット連絡協議会に参加しているもの。

### 北海道地方
- 北海道様似郡様似町の親子岩（おやこいわ）
- 北海道雨竜郡幌加内町夫婦岩（めおといわ）
- 北海道空知郡上富良野町の夫婦岩（めおといわ）
- 北海道上川郡和寒町の夫婦岩（めおといわ）
- 北海道斜里郡斜里町の夫婦岩（ふうふいわ）
- 北海道厚岸郡厚岸町の夫婦岩（めおといわ）

### 東北地方
- 青森県下北郡風間浦村の二見岩（ふたみいわ）※
- 青森県北津軽郡中泊町の夫婦岩（めおといわ）※
- 岩手県一関市千厩町の夫婦岩（めおといわ）※
- 岩手県二戸市の夫婦岩（めおといわ）詳細は馬仙峡を参照 ※
- 岩手県久慈市の夫婦岩（めおといわ）詳細は小袖海岸を参照
- 岩手県気仙郡住田町の夫婦岩（めおといわ）
- 宮城県伊具郡丸森町の夫婦岩（めおといわ）
- 福島県白河市の夫婦岩（めおといわ）

### 関東地方
- 栃木県日光市の夫婦岩（めおといわ）
- 群馬県利根郡みなかみ町の夫婦岩（めおといわ）
- 千葉県いすみ市の夫婦岩（めおといわ）[3]

### 中部地方
- 新潟県上越市の夫婦岩（めおといわ）
- 新潟県佐渡市の夫婦岩（めおといわ）
- 石川県志賀町の機具岩（はたごいわ） 別名能登二見（のとふたみ）※
- 福井県福井市の夫婦岩（めおといわ）
- 福井県三方上中郡若狭町の夫婦岩（めおといわ）
- 長野県中野市の夫婦岩（ふうふいわ）
- 長野県南佐久郡南牧村の夫婦石（ふうふいし）
- 長野県上水内郡小川村夫婦岩（ふうふいわ）
- 岐阜県中津川市の女夫岩（めおといわ）※
- 静岡県賀茂郡松崎町の牛着岩（うしつきいわ） 別名夫婦岩（めおといわ）
- 静岡県沼津市の夫婦岩（めおといわ）

### 近畿地方
- 三重県伊勢市二見町江の立石（たていし）。夫婦岩（めおといわ、みょうといわ）と呼ばれることが多い。詳細は「二見興玉神社#夫婦岩」参照。※
- 三重県志摩市阿児町立神の夫婦岩（めおといわ）
- 滋賀県東近江市の夫婦岩（めおといわ）→ 詳細は阿賀神社を参照。
- 大阪府高槻市の夫婦岩（めおといわ）
- 兵庫県宝塚市の夫婦岩（みょうといわ）

### 中国地方
- 島根県松江市美保関町の男女岩（めおといわ）
- 岡山県備前市の夫婦岩（めおといわ）
- 岡山県高梁市の夫婦岩（めおといわ）
- 広島県江田島市の夫婦岩（めおといわ）
- 広島県東広島市の夫婦岩（めおといわ）
- 山口県下関市の夫婦岩（めおといわ）
- 山口県周南市の夫婦岩（みょうといわ）

### 四国地方
- 徳島県鳴門市の夫婦岩（めおといわ）
- 愛媛県松山市の夫婦岩（めおといわ）。別名伊予二見（いよふたみ、いよのふたみ）。※
- 愛媛県八幡浜市の夫婦岩（めおといわ）
- 愛媛県北宇和郡鬼北町の夫婦岩（みょうといわ）
- 高知県香南市の夫婦岩（めおといわ）※

- 高知県室戸市の夫婦岩（めおといわ）

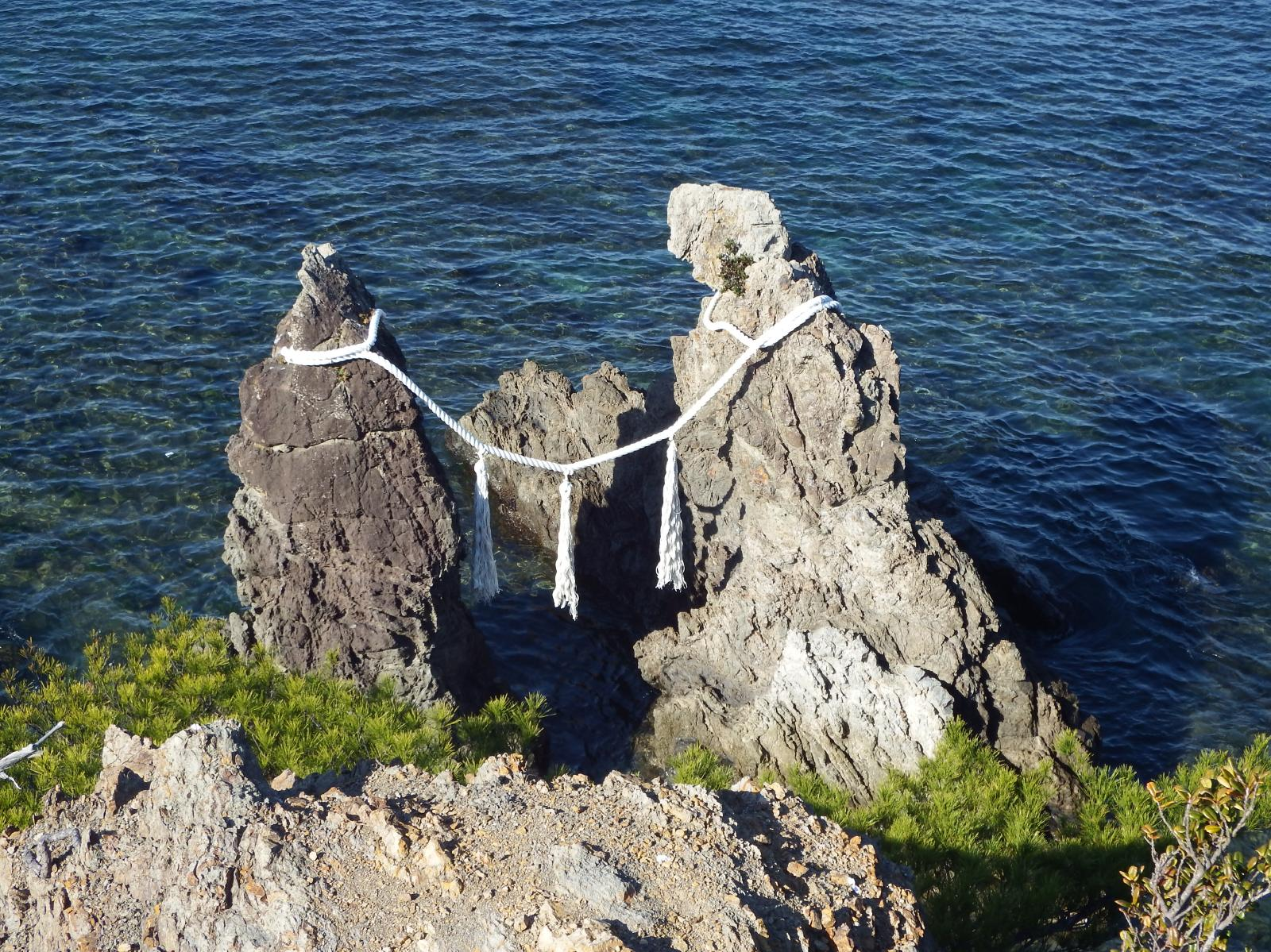
手結の夫婦岩（香南市）

- 高知県長岡郡大豊町の夫婦石（みょうといし）

### 九州地方
- 福岡県八女市の夫婦岩（めおといわ）※
- 福岡県糸島市の二見ヶ浦の夫婦岩（めおといわ）※
- 福岡県福岡市南区の夫婦岩（めおといわ）
- 福岡県糟屋郡新宮町の夫婦石（めおといし）
- 長崎県長崎市の夫婦岩（ふうふいわ）
- 長崎県佐世保市の夫婦岩（めおといわ）
- 佐賀県武雄市の雄岩雌岩（おいわめいわ）※
- 佐賀県西松浦郡有田町の夫婦石（めおといし）
- 熊本県球磨郡あさぎり町の夫婦岩（めおといわ）
- 大分県佐伯市の豊後二見（ぶんごふたみ）
- 大分県国東市の夫婦石（みょうといし）
- 宮崎県小林市の陰陽石（いんようせき）
- 鹿児島県熊毛郡中種子町の夫婦岩（めおといわ）

### 沖縄地方
- 沖縄県那覇市の夫婦瀬（めおとぜ）
- 沖縄県島尻郡久米島町のミーフガー（女岩）